# Айос-Пантелеймонас
Айос-Пантелеймонас (грец. Άγιος Παντελεήμονας) — район Афін, утворений довкола церкви Святого Пантелеймона. Район розташований між районами Като Патісія та Кіпселі, перетинає проспект Ахарнон (Λεωφόρο Αχαρνών).
В районі Айос-Пантелеймонас по вулиці Патасіон, 44 зведено Національний археологічний музей Афін.
Переважна більшість мешканців району — іммігранти з азійських чи африканських країн. Навесні 2009 року відносини між етнічними греками та іммігнатами в Айос-Пантелеймонас стали настільки напруженими, що призвело до низки масових вуличних сутечок, які пригнічувались афінською поліцією.